# Ravinia heithausi
Ravinia heithausi är en tvåvingeart som beskrevs av Guilherme A.M.Lopes 1975. Ravinia heithausi ingår i släktet Ravinia och familjen köttflugor.
Artens utbredningsområde är Costa Rica. Inga underarter finns listade i Catalogue of Life.